# Francolin écaillé
Pternistis squamatus
Espèce
Statut de conservation UICN

 LC  : Préoccupation mineure
Le Francolin écaillé (Pternistis squamatus) est une espèce d'oiseaux de la famille des Phasianidae.

## Distribution
Centre du Nigeria, Cameroun, ouest et nord du Zaïre, nord de l’Ouganda, centre du Kenya, nord, est et ouest de la Tanzanie, Rwanda, Burundi et nord du Malawi.

## Sous-espèces
De nombreuses formes ont été décrites (usambarae Conover 1928, doni Benson 1939, schuetti Cabanis 1880, uzungwensis Bangs & Loveridge 1931, tetraoninus (Blundell & Lovat 1899), zappeyi Mearns 1911, maranensis Mearns, 1910, chyuluensis van Someren, 1939) mais elles représentent manifestement un cline géographique, les populations occidentales ayant le dessus le plus brun-rouge et le centre du dessous le plus pâle, les orientales étant les plus ternes et les plus foncées (Hennache & Ottaviani 2011).

## Habitat
Le francolin écailleux est inféodé prioritairement à la forêt sempervirente à sous-bois dense entre 800 et 3 000 m, mais il fréquente aussi d’autres habitats comme des clairières, les anciennes cultures envahies de buissons, les plantations, les formations secondaires à sous-bois broussailleux et les lambeaux forestiers résiduels (Urban et al. 1986).

## Alimentation
Son régime alimentaire se compose d'une grande diversité de graines, de fruits et de plantes cultivées (manioc, patates douces, arachides, riz) avec un complément d’invertébrés (Urban et al. 1986).

## Mœurs
Quoique généralement timide et farouche, le francolin écailleux peut être localement confiant. Les cris sont répétés matin et soir. Il passe peu de temps à découvert, privilégiant les sous-bois à proximité de l’eau, mais il se nourrit parfois dans les clairières et sur les sentiers de forêts. Il se tient habituellement en couples ou en groupes familiaux, et répugne à s’envoler, se blottissant sur le sol en cas d’alarme, puis s’enfuyant en courant à travers la végétation quand le danger se fait proche. Il passe la nuit, bien dissimulé dans la frondaison des arbres. Il émet ses cris, répétés matin et soir, d’une termitière ou, en chœur, du haut d’un arbre-dortoir (Madge & McGowan 2002).

## Voix
Le cri d’avertissement est un ke-rak aigu et nasillard, répété jusqu’à 12 fois et augmentant progressivement en puissance, et le cri d’alarme est transcrit par karek-kak-kak (Madge & McGowan 2002).

## Nidification
Le nid est une petite cavité grattée sur le sol et tapissée d’herbes et de plumes. Il est généralement placé à l’abri d’une touffe d’herbes mais on connaît le cas d’un nid situé sur une termitière (Urban et al. 1986). Les périodes de pontes varient beaucoup selon la région à travers l’aire de répartition : en toutes saisons sauf février dans l’Afrique de l’est, entre octobre et décembre en Éthiopie et dans le sud du Cameroun, entre octobre et mars dans l’ouest du Cameroun, de juin à août au Gabon, en janvier-février et de mai à juin au Zaïre (del Hoyo et al. 1994, Madge & McGowan 2002).

## Statut
L’espèce n'est pas considérée comme globalement menacée mais elle souffre des captures et de la dégradation de son habitat (del Hoyo et al. 1994).